# Ferrocarril Panamericano
Antes de la privatización de Ferrocarriles Nacionales de México (FNM), el troncal de Ixtepec - Ciudad Hidalgo (frontera con Guatemala), de aproximadamente 450 km, originalmente era llamado Ferrocarril Panamericano.
En su recorrido por el estado de Chiapas, el Ferrocarril Panamericano tocaba casi la totalidad de las cabeceras municipales de la costa, con excepción de Tuzantán, Escuintla, Mazatán y algunas de las pequeñas cabeceras limítrofes con Guatemala (Tuxtla Chico, Cacahoatán y Unión Juárez).

## Antecedentes
Fue en el año 1890, en la Primera Conferencia Internacional Panamericana realizada en Washington, cuando se habló por primera vez sobre la necesidad de que se construyera un gran “Ferrocarril Internacional Panamericano”, que uniera al Canadá, desde el norte, con Argentina y Chile por el extremo sur. Se formó un Comité para que estudiara la idea en detalle y se presentara con fundamentos en una Segunda Conferencia. El Comité quedó formado por representantes de Estados Unidos, México, Guatemala y Perú.
Diez años más tarde, en la Segunda Conferencia Panamericana de 1902 realizada en México, el Comité dio cuenta de los estudios realizados y de los informes previos obtenidos en cada uno de los países que serían unidos por el ferrocarril. Lo mismo ocurrió en la Conferencia de Río de Janeiro en 1906 y en la de Buenos Aires, en 1910. Pero el estallido de la Primera Guerra Mundial en 1914, que se prolongó hasta 1918, postergó las fechas de las siguientes Conferencias y después, todos los estudios quedaron archivados y olvidados.

## Construcción
Chiapas fue el último estado al que llegó el ferrocarril y significó la modernidad, el desarrollo, el avance y sobre todo el enlace tan anhelado con el centro del país.
La construcción del ferrocarril en la costa de Chiapas costó mucho trabajo y diplomacia de parte de los funcionarios del gobierno de Porfirio Díaz para conseguir los inversionistas extranjeros que quisieran venir a trabajar a lugares tan aislados y de difícil geografía.
La realización de esta magna obra tuvo tres intentos:

### Primer intento
El primero fue el llamado Ferrocarril Mexicano Meridional o Compañía Mexican Southern Railroad. En él, estuvieron involucrados el Sr. Matías Romero y el Ex -Presidente de Estados Unidos Ulysses S. Grant; los trabajos comenzarían en 1881 y terminarían en diciembre de 1883. Nada de esto se concretó, pues la falta de recursos y la falta de liquidez en los mercados estadounidenses, hicieron que se perdiera la concesión el 29 de mayo de 1885.

### Segundo intento
El llamado Ferrocarril del Pacífico o The Mexican Pacific Railroad Limited. Se inicia con la firma del contrato entre el Gobernador del Estado de Chiapas Gral. José María Ramírez y los negociantes José Mora y José María Tort y Rafols el 30 de marzo de 1887; empero el 1 de diciembre de 1887 cambian de Gobernador con Manuel Carrascosa, quien cambia los planes, el Congreso le autorizó celebrar un contrato para construir ferrocarriles a través de la Compañía The Mexican Pacific Railroad Limited formada en diciembre de 1888 con capitales de Londres, Nueva York y Alemania.
El 31 de octubre de 1889 Carrascosa firmó contrató con George Wilson, representante legal de la compañía inglesa. El Congreso aprobó el contrato e invalidó el contrato anterior del 30 de marzo de 1887.
A mediados de diciembre de 1889 iniciaron los trabajos; el 31 de diciembre de ese año arribó al Puerto de Tonalá el primer vapor con dos mil toneladas de rieles. Se trabaja duro con el muelle y las vías y para el 26 de junio de 1890 llega la primera locomotora de la línea "Beyer, Peacock & Company" a Tonalá, que había sido bautizada con el nombre del Gobernador del Estado “Manuel Carrascosa”, y siendo Presidente Municipal don Constancio de la Torre. Este tren funcionó de Puerto Arista a Tonalá hasta diciembre de 1891, pues el proyecto del ferrocarril del Pacífico se canceló por razones político-económicas entre Manuel Carrascosa y Emilio Rabasa, este último fue él que toma esa decisión.

### Tercer intento
El tercer intento fue un proyecto realizado por José Mora, oaxaqueño, amigo de Porfirio Díaz y Enrique C. Creel de Chihuahua, y los inversionistas estadounidenses: James M. Neeland, Walter Everett, Franklin Everett, Waldo H. Lyon, Alfred B. Lyon, Delbert E. Lyon y John B. Lyon, conformación de la empresa The Panamerican Railway Company. Este grupo gestionó la concesión en el Distrito Federal en 1901 para financiar el proyecto, se creó un banco local en el que incluyeron a inversionistas locales como Ciro Farrera.

#### Tramo Puerto Arista - Arriaga - La Aurora
La llegada de un nutrido grupo de constructores estadounidenses, chinos y de otras nacionalidades a las costas de Tonalá. Iniciaron la obra en enero de 1902, con el material que había quedado guardado en Puerto Arista del ferrocarril del Pacífico, repararon los durmientes casi destruidos por los doce años a la intemperie, se reconstruyeron y se tendieron rieles. El primer tramo fue hacia el Valle de Jalisco (hoy Arriaga) hasta llegar a una ranchería llamada Aurora ubicada en la zona limítrofe con Oaxaca, y el 15 de septiembre de 1902 habían terminado ya los 50 km desde Puerto Arista a la estación “La Aurora”.
Mientras se hizo un recorrido especial de Puerto Arista a Valle Jalisco (Arriaga), que era un tren de recreo desde su inauguración hasta 1908, año en que se canceló por ser incosteable. El recorrido de Puerto Arista a Tonalá, nada más duró 6 años en esta ocasión.

#### Tramo Tonalá - Ixtepec
Después se empieza a construir el ferrocarril de San Jerónimo (hoy Ixtepec, Oaxaca) a Tonalá, Chiapas, en total 170 kilómetros que se terminaron en diciembre de 1903, se abren al público y tráfico comercial hasta el 1 de noviembre de 1904. Pasando por Chahuites, Reforma, Juchitán de Zaragoza, Unión Hidalgo, Santo Domingo Tehuantepec y otros pueblos hasta llegar a San Jerónimo (Ixtepec).

#### Tramo Tonalá - Tapachula - Suchiate
En noviembre de 1904, se inician los trabajos del ferrocarril de Tonalá a hacia Tapachula, lo que tomó cuatro años; en enero de 1906 llegan a Tres Picos, a Pijijiapan el 8 de marzo de 1906, a la Cd. de Mapastepec en mayo de ese mismo año; luego llega el ferrocarril a Acapetahua en los primeros meses de 1907, a Huixtla llega hasta junio de 1907. Posteriormente, en octubre de ese año llega a Huehuetán, y es hasta el 15 de abril de 1908 que llega a Tapachula. Se termina el 1 de julio de 1908 cuando llegan a Suchiate, hasta la frontera con Guatemala.

## Nacionalización
Para el año de 1909, los inversionistas norteamericanos, encabezados por David P. Doak y James M. Neeland empezaron a tener problemas financieros y transfieren sus activos al embajador norteamericano en México, David E. Thompson en septiembre de 1909 por la cantidad de nueve millones de dólares.

### Ferrocarriles Nacionales de México
La empresa Ferrocarriles Nacionales de México (FNM), fue constituida definitivamente en el año de 1908, al fusionarse en una sola compañía, por iniciativa y bajo el control del gobierno. Las rutas con que se formó Ferrocarriles Nacionales de México al nacer esta empresa, eran las pertenecientes a los sistemas del Ferrocarril Central Mexicano y del Ferrocarril Nacional de México. Posteriormente, se incorporaron a la nueva empresa el Ferrocarril de Veracruz al Istmo, (Córdoba - Jesús Carranza y Veracruz - Tierra Blanca), y se adquirió el control del Ferrocarril Panamericano (Ixtepec - Tapachula); el Mexicano del Sur, Puebla - Tehuacán - Oaxaca), y otros más.
Por los movimientos revolucionarios del centro y norte del país, y antes de que explotará la revolución mapachista en Chiapas, el Señor Thompson vende el total de sus acciones al gobierno mexicano el 1 de marzo de 1914 y es así, que el ferrocarril queda en manos del gobierno, a través de Ferrocarriles Nacionales de México, quien respetó los puestos de jefes, agentes y empleados que tenía el Ferrocarril Panamericano.

## Años de esplendor
Al finalizarse la construcción del Ferrocarril Panamericano, se conectó con el ferrocarril procedente del Istmo y con fácil conexión a los puertos atlánticos como el de Coatzacoalcos (entonces Puerto México). Este ferrocarril, de vía ancha, siguió el antiguo camino migratorio de Arriaga hasta Ciudad Hidalgo y en su recorrido, conectó toda la región costera de Chiapas con el sistema nacional, estableciendo además, una comunicación con la red ferroviaria guatemalteca de vía angosta.
Con la llegada del ferrocarril se desata de nuevo la fiebre de plantaciones de café y una segunda oleada de cafetales inunda el Soconusco. La reducción de los costos de transporte, hace rentables las plantaciones en zonas de gran altitud, y los cafetales comienzan a escalar la montaña; finalmente el impulso rebasa las cumbres mayores de la Sierra Madre y las plantaciones se derraman por la vertiente del Grijalva.
Durante los años de bonanza y crecimiento económico de la región, el ferrocarril fue pieza clave para la salida del café hacia el Istmo de Tehuantepec y de ahí hacia el puerto de Veracruz para enviarlo al extranjero. A partir de 1910 el tren constituía la más importante vía de comunicación, sus vagones lucían llenos, por ahí se transportaba toda clase de productos: café, madera, ganado, costales de diversos productos como maíz, frijol, ajonjolí, etcétera.
El Ferrocarril Panamericano trajo además, el reordenamiento poblacional pues la mayoría de los pueblos que conocemos ahora son producto de las vías del tren, a las que llegaron gran cantidad de personas a establecerse construyendo casas con horcones.

## Revolución mexicana
Durante la Revolución mexicana, los convoyes del Ferrocarril panamericano era usado por los federales y fueron botines atractivos en algunos tramos por las tropas rebeldes mapachista, hubo varios ataques a las vías en los años de 1915, 1916 y 1917; pero a pesar de esto, el café de los empresarios alemanes y norteamericanos del Soconusco lograron transportarlo satisfactoriamente a Salina Cruz y Coatzacoalcos.

## Expropiación de Ferrocarriles Nacionales de México
El 23 de junio de 1937, el presidente Lázaro Cárdenas, dictó un acuerdo expropiando los bienes de la compañía de Ferrocarriles Nacionales de México, y el 25 de junio del mismo año, expidió un Decreto creando el Departamento Autónomo de Ferrocarriles.

## Modernización
En los años ochenta, la labor ferroviaria se abocó fundamentalmente a la modernización de vías, telecomunicaciones e infraestructura, a la corrección de pendientes y al diseño de nuevos trazos.
En el Diario Oficial se publicó el 7 de noviembre de 1986, un decreto del Presidente Miguel de la Madrid, que dispone que la única empresa que prestará en lo sucesivo el servicio del ferrocarril en el país, será Ferrocarriles Nacionales de México y dispone además, la liquidación de las empresas Ferrocarril del Pacífico, Ferrocarril Chihuahua al Pacífico, Ferrocarril Sonora Baja California y servicio de Coches Dormitorios y Conexos, con el objeto de que se incorporen, de acuerdo con las disposiciones contenidas en dicho decreto, con lo que se cumple la esperada fusión de todas las empresas ferroviarias del país, para unificar el mando administrativo y técnico.

## Privatización
El ferrocarril de la costa chiapaneca se privatizó el 31 de agosto de 1999 a la empresa norteamericana Chiapas- Mayab a través de una concesión a 30 años. Pero, por el desastre del Huracán Stan, los días 7 y 8 de octubre de 2005, el ferrocarril del Chiapas- Mayab dejó de funcionar al caer varios puentes, quedando la línea del ferrocarril del Istmo hasta la ciudad de Arriaga. Los empresarios de Chiapas-Mayab devolvieron la concesión al Gobierno Mexicano, y éste quedó en arreglar la línea, los puentes y volver a poner en funciones esta línea del ferrocarril. Se han arreglado la mayoría de los puentes, cambiado los durmientes de madera por durmientes de concreto, y hasta la fecha, no se ha logrado poner en circulación esta vía de comunicación que fue tan importante para la economía de Chiapas en la primera mitad del siglo XX.